# Jean Toussaint Franchi
Pour les articles homonymes, voir Franchi.
Jean Toussaint Franchi (1923-1985), pilote d'essai français, né à Alger le 4 octobre 1923, mort à Léguevin (Haute-Garonne) le 2 septembre 1985, a eu un rôle majeur dans la mise au point du Concorde,.